# 瓦肖瓦利 (內華達州)
瓦肖瓦利（英語：Washoe Valley）是位於美國內華達州瓦肖縣的普查規定居民點。

## 人口
根據2020年美國人口普查的數據，瓦肖瓦利的面積為13.05平方千米，皆為陸地。當地共有人口3074人，而人口密度為每平方千米235.56人。